# Landkreis Bad Kissingen
Der Landkreis Bad Kissingen liegt im Norden des Regierungsbezirks Unterfranken. Kreisstadt ist Bad Kissingen. Der Landkreis ist Mitglied der Regiopolregion Mainfranken.

## Geographie

### Lage
Der Landkreis Bad Kissingen liegt nordwestlich von Schweinfurt und hat Anteil an den Südausläufern der Rhön und den Nordostausläufern des Spessarts. Im Süden erstreckt sich eine flachwellige Landschaft mit Höhen bis 380 m. Das Kreisgebiet wird von der Fränkischen Saale durchflossen. Sie betritt im Nordosten, südwestlich von Bad Neustadt an der Saale, das Kreisgebiet, fließt dann in südwestlicher Richtung durch Bad Kissingen und Hammelburg, bevor sie im Südwesten, westlich von Hammelburg das Kreisgebiet wieder verlässt, um dann bei Gemünden in den Main zu münden.

### Nachbarkreise
Der Landkreis grenzt im Uhrzeigersinn im Nordwesten beginnend an die Landkreise Main-Kinzig-Kreis und Fulda (beide in Hessen) sowie an die Landkreise Rhön-Grabfeld, Schweinfurt und Main-Spessart (alle in Bayern).

## Geschichte

### Landkreis Bad Kissingen
Am 1. Januar 1939 wurde wie überall im Deutschen Reich die Bezeichnung Landkreis eingeführt. So wurden aus den Bezirksämtern die Landkreise Bad Kissingen, Brückenau und Hammelburg.
Am 1. April 1940 wurde Bad Kissingen vorübergehend in den Landkreis Bad Kissingen eingegliedert, doch wurde dies am 1. April 1948 wieder rückgängig gemacht.
Bei der Gebietsreform in Bayern wurde am 1. Juli 1972 aus den drei Landkreisen Bad Kissingen (ohne die Gemeinde Strahlungen), Bad Brückenau und Hammelburg (ohne die Gemeinden Greßthal und Wasserlosen), der kreisfreien Stadt Bad Kissingen, Gebietsteilen des Landkreises Gemünden sowie den Gemeinden Bonnland und Gauaschach des Landkreises Karlstadt der neue Landkreis Bad Kissingen gebildet, der den Beinamen Bäderlandkreis erhielt. Bad Kissingen musste damit seine Kreisfreiheit aufgeben, erhielt jedoch dafür den neu geschaffenen Status einer Großen Kreisstadt und blieb auch Sitz des neuen Landkreises.
Am 1. Mai 1978 wechselte die Gemeinde Burglauer aus dem Landkreis Bad Kissingen in den Landkreis Rhön-Grabfeld.

### Landgerichte
Das heutige Kreisgebiet gehörte vor 1800 überwiegend zum Hochstift Würzburg, ein kleinerer Teil zur Fürstabtei Fulda und kam ab 1816 fest zu Bayern. 1804 wurden die Landgerichtsbezirke Kissingen, Euerdorf und Münnerstadt errichtet. Sie gehörten ab 1808 zum Untermainkreis. 1819 wurden die Landgerichte Brückenau und Hammelburg gebildet. Alle Landgerichtsbezirke gehörten ab 1838 zum Kreis Unterfranken und Würzburg, dem späteren Regierungsbezirk Unterfranken.

### Bezirksämter
Das Bezirksamt Kissingen wurde im Jahr 1862 durch den Zusammenschluss der Landgerichte älterer Ordnung Kissingen und Münnerstadt gebildet. Ebenso wurden die Landgerichte Euerdorf und Hammelburg zum Bezirksamt Hammelburg zusammengefasst, während das Bezirksamt Brückenau dem Landgericht Brückenau folgte.
Anlässlich der Reform des Zuschnitts der bayerischen Bezirksämter erhielt das Bezirksamt Kissingen am 1. Januar 1880 Gemeinden des Bezirksamtes Hammelburg.
Am 24. April 1883 wurde das Bezirksamt Kissingen offiziell in Bezirksamt Bad Kissingen umbenannt.
Am 1. Januar 1908 schied Bad Kissingen aus dem Bezirksamt Bad Kissingen aus und wurde eine kreisunmittelbare Stadt.

### Einwohnerstatistik

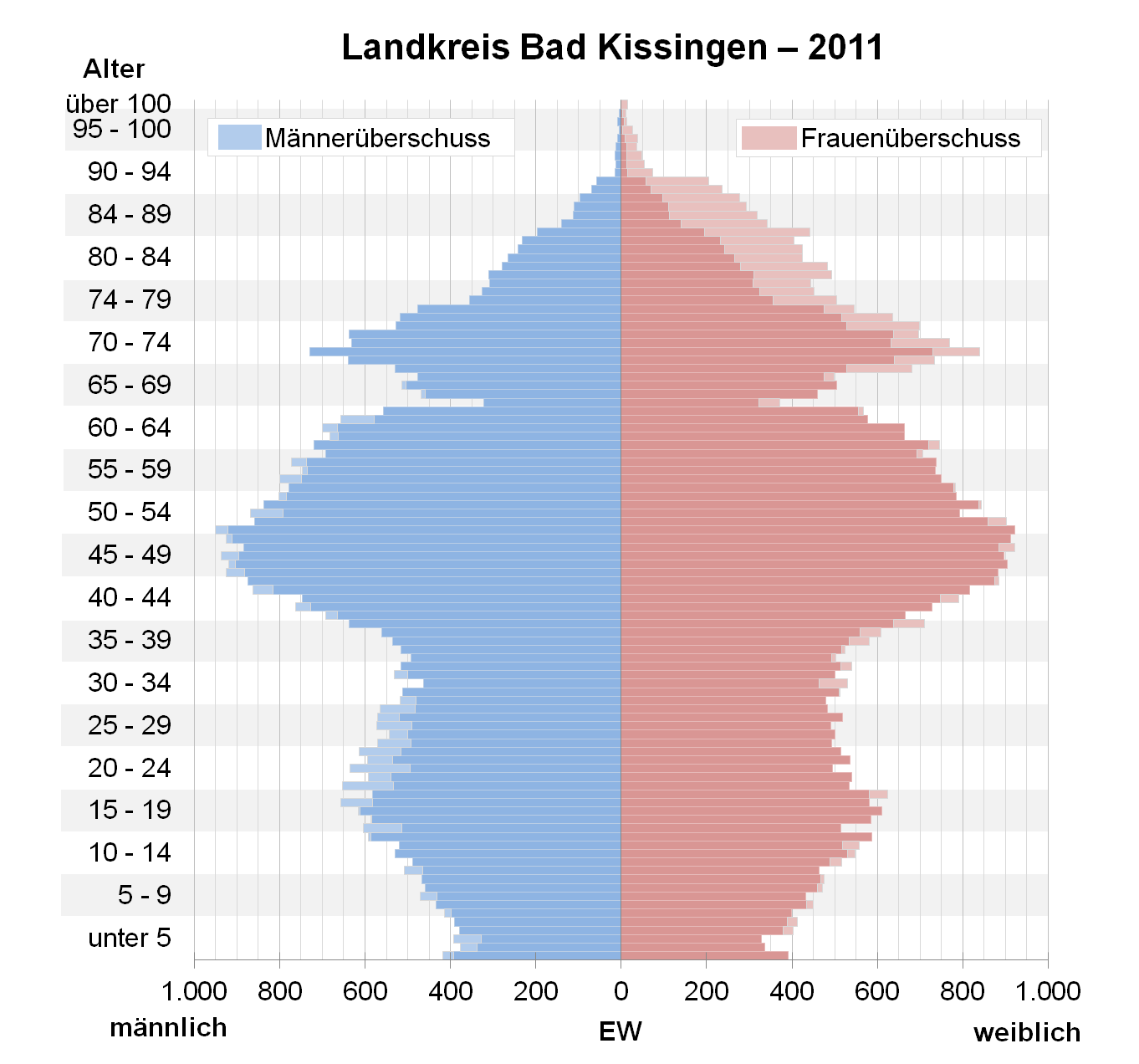
Bevölkerungspyramide für den Kreis Bad Kissingen (Datenquelle: Zensus 2011)

Von 1988 bis 2008 wuchs der Landkreis Bad Kissingen um über 6000 Einwohner bzw. um über 6 %. Seit 2000 ist die Tendenz nach einem Höchststand von rd. 109.500 Einwohnern rückläufig.
Im Zeitraum 1988 bis 2018 stieg die Einwohnerzahl des Landkreises von 99.484 auf 103.218 um 3.734 Einwohner bzw. verblieb ein Plus von 3,8 %. Die Hälfte der 26 Gemeinden hatten 2018 weniger Einwohner als 1988.
Die nachfolgenden Zahlen beziehen sich auf den Gebietsstand vom 25. Mai 1987.
| Bevölkerungsentwicklung | Bevölkerungsentwicklung | Bevölkerungsentwicklung | Bevölkerungsentwicklung | Bevölkerungsentwicklung | Bevölkerungsentwicklung | Bevölkerungsentwicklung | Bevölkerungsentwicklung | Bevölkerungsentwicklung | Bevölkerungsentwicklung | Bevölkerungsentwicklung | Bevölkerungsentwicklung | Bevölkerungsentwicklung | Bevölkerungsentwicklung | Bevölkerungsentwicklung |
| ----------------------- | ----------------------- | ----------------------- | ----------------------- | ----------------------- | ----------------------- | ----------------------- | ----------------------- | ----------------------- | ----------------------- | ----------------------- | ----------------------- | ----------------------- | ----------------------- | ----------------------- |
| Jahr                    | 1840                    | 1900                    | 1939                    | 1950                    | 1961                    | 1970                    | 1987                    | 1991                    | 1995                    | 2000                    | 2005                    | 2010                    | 2015                    | 2020                    |
| Einwohner               | 60.031                  | 64.724                  | 73.802                  | 102.531                 | 96.082                  | 102.859                 | 99.022                  | 105.108                 | 109.213                 | 109.328                 | 107.988                 | 104.301                 | 103.106                 | 103.169                 |

### Konfessionsstatistik
Gemäß der Volkszählung 2011 waren 17,8 % (18.491) der Einwohner evangelisch, 69,4 % römisch-katholisch und 12,8 % waren konfessionslos, gehörten einer anderen Religionsgemeinschaft an oder machten keine Angabe. Im Jahr 2017 gab es 18.300 Protestanten im Landkreis.

## Politik

### Kreistag
Die Kommunalwahl am 15. März 2020 führte im Landkreis Bad Kissingen für den Kreistag zu folgendem Ergebnis:
| Kreistagswahl 2020Wahlbeteiligung: 64,6 % (+0,7 %) %50403020100 41,714,812,311,67,64,92,92,22,0 CSUGrüneFWSPDPWGeAfDÖDPFDPLinkeGewinne und Verlusteim Vergleich zu 2014 %p 6 4 2 0 −2 −4 −6 −8−5,6+5,8+1,6−6,7+0,4+4,9−1,9−0,5+2,0CSUGrüneFWSPDPWGAfDÖDPFDPLinkeAnmerkungen:e Parteilose Wählergruppe – FW Freie Wähler (PWG) e. V. | Sitzverteilung im Kreistag Bad Kissingen seit -2020Insgesamt 60 Sitze - Linke: 1 - SPD: 7 - Grüne: 9 - ÖDP: 2 - PWG: 5 - FW: 7 - FDP: 1 - CSU: 25 - AfD: 3 |

| Parteien und Wählergemeinschaften | Parteien und Wählergemeinschaften                                                               | 2020   | 2020   | 2014   | 2014   | 2008   | 2008   | 2002   | 2002   | 1996   | 1996   |
| Parteien und Wählergemeinschaften | Parteien und Wählergemeinschaften                                                               | %      | Sitze  | %      | Sitze  | %      | Sitze  | %      | Sitze  | %      | Sitze  |
| --------------------------------- | ----------------------------------------------------------------------------------------------- | ------ | ------ | ------ | ------ | ------ | ------ | ------ | ------ | ------ | ------ |
| CSU                               | Christlich-Soziale Union in Bayern                                                              | 41,7   | 25     | 47,3   | 28     | 46,1   | 28     | 51,1   | 31     | 49,1   | 30     |
| Grüne/BfU                         | Grüne Bayern/Bürger für Umwelt                                                                  | 14,8   | 09     | 9,0    | 05     | 9,0    | 06     | 6,4    | 04     | 7,8    | 04     |
| FW/FWAB/CBH                       | Freie Wähler Bayern/Freie Wähler Altlandkreis Bad Kissingen/Christlicher Bürgerblock Hammelburg | 12,3   | 07     | 0–     | 0–     | 0–     | 0–     | 0–     | 0–     | 0–     | 0–     |
| SPD                               | SPD Bayern                                                                                      | 11,6   | 07     | 18,3   | 11     | 18,0   | 11     | 21,1   | 13     | 19,6   | 12     |
| PWG                               | Parteilose Wählergruppe                                                                         | 7,6    | 05     | 0–     | 0–     | 0–     | 0–     | 5,3    | 03     | 4,6    | 03     |
| AfD                               | AfD Bayern                                                                                      | 4,9    | 03     | 0–     | 0–     | 0–     | 0–     | 0–     | 0–     | 0–     | 0–     |
| ÖDP/Klima                         | Ökologisch–Demokratische Partei/Klima                                                           | 2,9    | 02     | 0–     | 0–     | 0–     | 0–     | 0–     | 0–     | 0–     | 0–     |
| FDP/FB                            | FDP Bayern/Freie Bürger                                                                         | 2,2    | 01     | 2,7    | 02     | 4,1    | 02     | 2,6    | 01     | 2,2    | 01     |
| Linke                             | Die Linke Bayern                                                                                | 1,9    | 01     | 0–     | 0–     | 0–     | 0–     | 0–     | 0–     | 0–     | 0–     |
| FWAB/CBH                          | Freie Wähler Altlandkreis Bad Kissingen/Christlicher Bürgerblock Hammelburg                     | 0–     | 0–     | 10,7   | 07     | 12,3   | 07     | 0–     | 0–     | 0–     | 0–     |
| PWG/FW                            | Parteilose Wählergruppe/Freie Wähler Bayern                                                     | 0–     | 0–     | 7,2    | 04     | 7,0    | 04     | 0–     | 0–     | 0–     | 0–     |
| ÖDP/BAUF                          | Ökologisch–Demokratische Partei/Bündnis für Arbeit, Umwelt und Familie                          | 0–     | 0–     | 4,8    | 03     | 3,5    | 02     | 0–     | 0–     | 0–     | 0–     |
| FW                                | Freie Wähler Bayern                                                                             | 0–     | 0–     | 0–     | 0–     | 0–     | 0–     | 11,6   | 07     | 0–     | 0–     |
| ÖDP/PU                            | Ökologisch–Demokratische Partei/Parteifreie Umweltschützer                                      | 0–     | 0–     | 0–     | 0–     | 0–     | 0–     | 1,9    | 01     | 0–     | 0–     |
| FWAB                              | Freie Wähler Altlandkreis Bad Kissingen                                                         | 0–     | 0–     | 0–     | 0–     | 0–     | 0–     | 0–     | 0–     | 9,8    | 06     |
| CB/FW                             | Christlicher Bürgerblock/Freie Wähler Bayern                                                    | 0–     | 0–     | 0–     | 0–     | 0–     | 0–     | 0–     | 0–     | 6,8    | 04     |
| gesamt                            | gesamt                                                                                          | 99,9   | 60     | 100,0  | 60     | 100,0  | 60     | 100,0  | 60     | 99,9   | 60     |
| Wahlbeteiligung                   | Wahlbeteiligung                                                                                 | 64,6 % | 64,6 % | 63,9 % | 63,9 % | 67,1 % | 67,1 % | 72,7 % | 72,7 % | 76,1 % | 76,1 % |

### Bezirksamtmänner (bis 1938) und Landräte (ab 1939)
- 1906–1926: Alexander von Moreau
- 1926–1933: Franz Fux
- 1933–1939 Rudolf Conrath
- 1939–1940: Friedrich Siebert
- 1940–1945: Otto Groß
- 1945–1948: Max von Wussow
- 1948–1969: Engelbert Hofmann

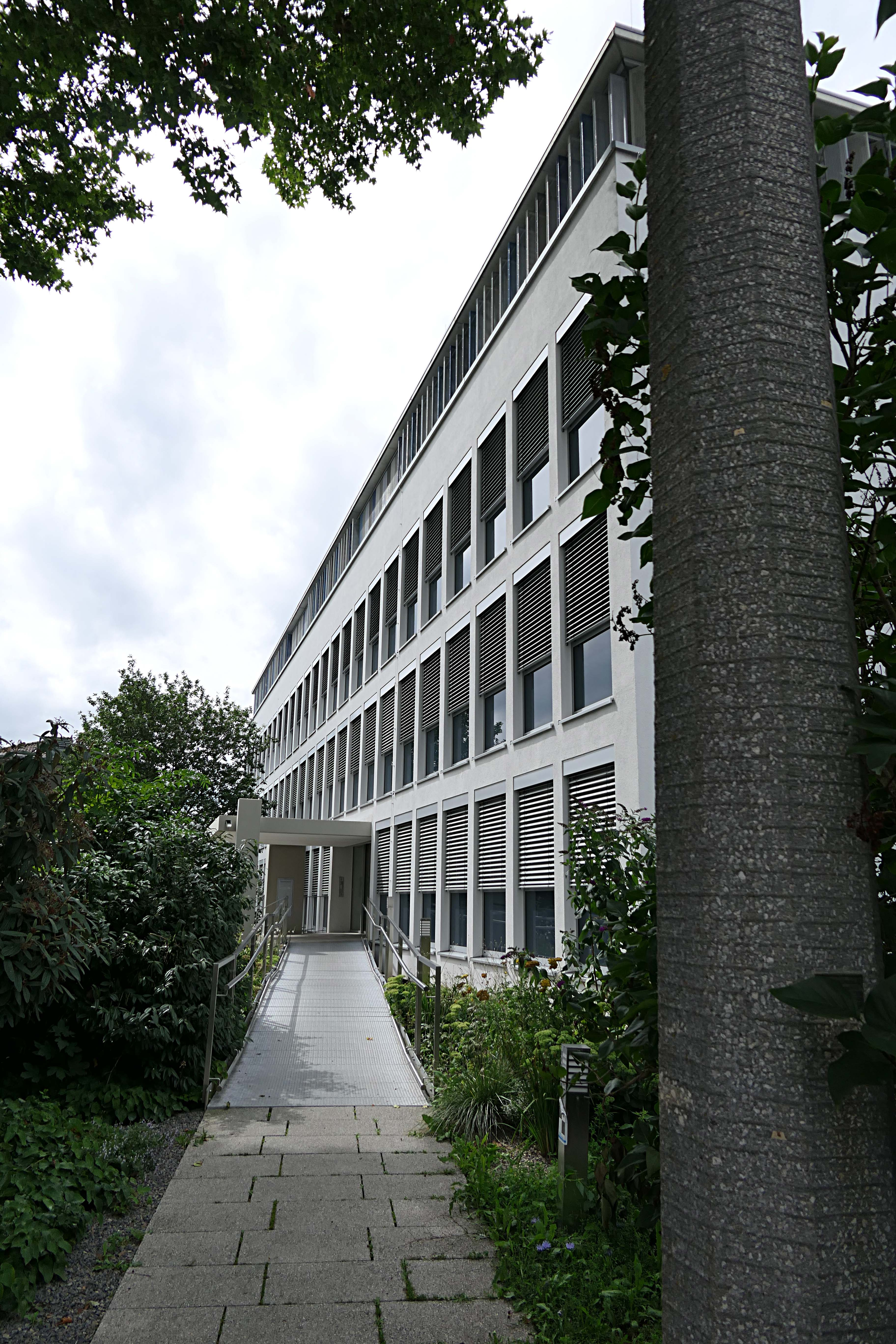
Bad Kissingen - Landratsamt

- 1969–30. April 1978: Magnus Herrmann, CSU
- 1. Mai 1978–30. April 1990: Marko Dyga, CSU
- 1. Mai 1990–30. April 2002: Herbert Neder, CSU
- seit 1. Mai 2002: Thomas Bold, CSU

Bei den Kommunalwahlen 2008 wurde Thomas Bold wiedergewählt, am 16. März 2014 wurde er mit 91,9 % der Stimmen für seine dritte Amtszeit bestätigt. Bei der Wahl am 15. März 2020 erhielt Bold 60,48 % der Stimmen.

### Wappen
| Wappen des Landkreises Bad Kissingen | Blasonierung: „Unter blauem Schildhaupt mit drei silbernen Schalenbrunnen gespalten: vorne über von Rot und Silber geschachtetem Schildfuß in Gold ein wachsender, schwarzer, rot bewehrter halber Adler am Spalt; hinten in Silber ein schwarzes Tatzenkreuz.“ |
| Wappen des Landkreises Bad Kissingen | Wappenbegründung: Die drei Brunnen stehen für die drei Staatsbäder im Kreis (Bad Bocklet, Bad Brückenau und Bad Kissingen). Die vordere Schildhälfte zeigt das Wappen der Grafen von Henneberg, die den Adler über dem Schachfeld führten und das Tatzenkreuz steht für das Stift Fulda, welches das Gebiet der ehemaligen Kreise Brückenau und Hammelburg beherrschte. (Wappen-Verleihung: 29. Mai 1973) |

### Altes Landkreiswappen
| Altes Landkreiswappen von 1963 bis 1974 | Blasonierung: „Unter dem Schildhaupt mit den Bayerischen Rauten, gespalten, vorne in Gold auf grünem Dreiberg, ein Schwarzer Hahn mit roten Füßen und rotem Kamm Hinten in Rot drei silberne Spitzen.“ |
| Altes Landkreiswappen von 1963 bis 1974 | Wappenbegründung: Im Wappen sind Hinweise auf die drei früher im Kreisgebiet überwiegend regierenden Herrschaften enthalten. Im Schildhaupt steht das Wappen von Bayern, da der Landkreis ein Teilgebiet Bayerns ist. Der Hahn auf dem Dreiberg ist ein sprechender Hinweis auf die Grafen von Henneberg, jedoch nicht ihr Wappen. Das Wappen der Grafen ist im neuen Landkreiswappen von 1973 unter dem Schildhaupt im gespaltenen Teil vorne enthalten, sie beherrschten den Hauptteil des Kreises bis in das 14. Jahrhundert. Die silbernen Spitzen auf Rot (der Fränkische Rechen) sind das Wappen der Fürstbischofe von Würzburg, die nach und nach den größten Teil des Kreises zwischen dem 13. und 18. Jahrhundert beherrschten. Das Wappen wurde am 12. Februar 1963 verliehen. |

### Landkreispartnerschaften
- Tamar, Israel; seit 1997[12]

## Kultur und Freizeit
Der Landkreis Bad Kissingen ist eines der Zentren der Bildstocklandschaft Franken. Die religiösen Kleindenkmäler entstanden seit dem Mittelalter aus unterschiedlichen Gründen und wurden vor allem entlang von Wegen gesetzt. Bis heute werden neue Motive aufgestellt, wobei der Bestand von Verfall bedroht ist. 

### Museen
- Museen Schloss Aschach, Bad Bocklet (Aschach)
- Heimatstuben Bad Brückenau, Bad Brückenau
- Deutsches Fahrradmuseum, Bad Brückenau
- Museum Obere Saline, Bad Kissingen (Hausen)
- Julius-Kardinal-Döpfner-Museum, Bad Kissingen (Hausen)
- Heimatstube Reiterweisen, Bad Kissingen (Reiterswiesen)
- Dauerausstellung „Jüdisches Leben in Bad Kissingen“ im Jüdischen Gemeindehaus, Bad Kissingen
- Museumsscheune, Burkardroth (Katzenbach)
- Museum Terra Triassica, Euerdorf
- Dorfmuseum bzw. Heimatmuseum Fuchsstadt, Fuchsstadt
- Privatmuseum von Christina Dietrich und Karl Engelhardt, Geroda
- Museum Herrenmühle, Hammelburg
- Heimatmuseum des Marktes Maßbach, Maßbach (Poppenlauer)
- Henneberg-Museum, Münnerstadt
- Heimat- und Eulenmuseum Nüdlingen, Nüdlingen
- Feuerwehrmuseum, Nüdlingen

### Zoos
- Tiergehege Staatsbad Bad Brückenau, Bad Brückenau
- Wildpark Klaushof, Bad Kissingen

## Wirtschaft und Infrastruktur
Die Wirtschaft im Landkreis ist stark vom Fremdenverkehr geprägt. Maßgeblichen Anteil daran haben die drei Staatsbäder Bad Kissingen, Bad Brückenau und Bad Bocklet, die ganzjährig Gäste beherbergen. Dabei handelt es sich hauptsächlich um Kurgäste bzw. Patienten.
Größere Industriebetriebe sind im Bad Kissinger Gemeindeteil Albertshausen (Takata-Petri PlasTec GmbH, Kunststoffteile für die Fahrzeugindustrie), in Münnerstadt (MGlas AG, Primärpackmittel und Injektionssysteme für die pharmazeutische Industrie), Oerlenbach (Hegler Plastik GmbH, Kunststoffrohrsysteme für den Hoch- und Tiefbau), Wildflecken (Kunert, Wellpappe), Bad Brückenau (GKN, Sintermetall sowie Staatlicher Mineralbrunnen, Getränke) und Hammelburg (Lutz Fleischwaren) angesiedelt. Ansonsten prägen kleinere Unternehmen und das Handwerk das Bild. Die Landwirtschaft spielt als Arbeitgeber nur eine untergeordnete Rolle, dies gilt auch für den Weinbau im Saaletal.
Wie viele andere Räume kämpft auch der Landkreis Bad Kissingen mit der Arbeitslosigkeit. Die Arbeitslosenquote war in den letzten Jahren immer höher als im Durchschnitt Bayerns, allerdings auch niedriger als im Bundesdurchschnitt. Arbeitsplatzverluste standen in den 1990er Jahren vor allem im Zusammenhang mit einer veränderten Gesetzgebung im Gesundheitsbereich und der Krise der Wälzlagerindustrie im nahen Schweinfurt. Neue Impulse für die Wirtschaft und damit neue Jobs soll das Rhön-Saale-Gründerzentrum in Bad Kissingen bringen. Es wird gemeinsam mit dem Landkreis Rhön-Grabfeld, der Stadt Bad Kissingen sowie der Industrie- und Handelskammer (IHK) und der Handwerkskammer (HWK) betrieben und ist als Starthilfe für junge Unternehmen gedacht. Zahlreiche weitere Initiativen zur Ankurbelung der regionalen Wirtschaft stehen im Zusammenhang mit dem Biosphärenreservat Rhön.
Im Zukunftsatlas 2016 belegte der Landkreis Bad Kissingen Platz 157 von 402 Landkreisen, Kommunalverbänden und kreisfreien Städten in Deutschland und zählt damit zu den Regionen mit „ausgeglichenem Chancen-Risiko Mix“. In der Ausgabe von 2019 lag er auf Platz 214 von 401.

### Verkehr

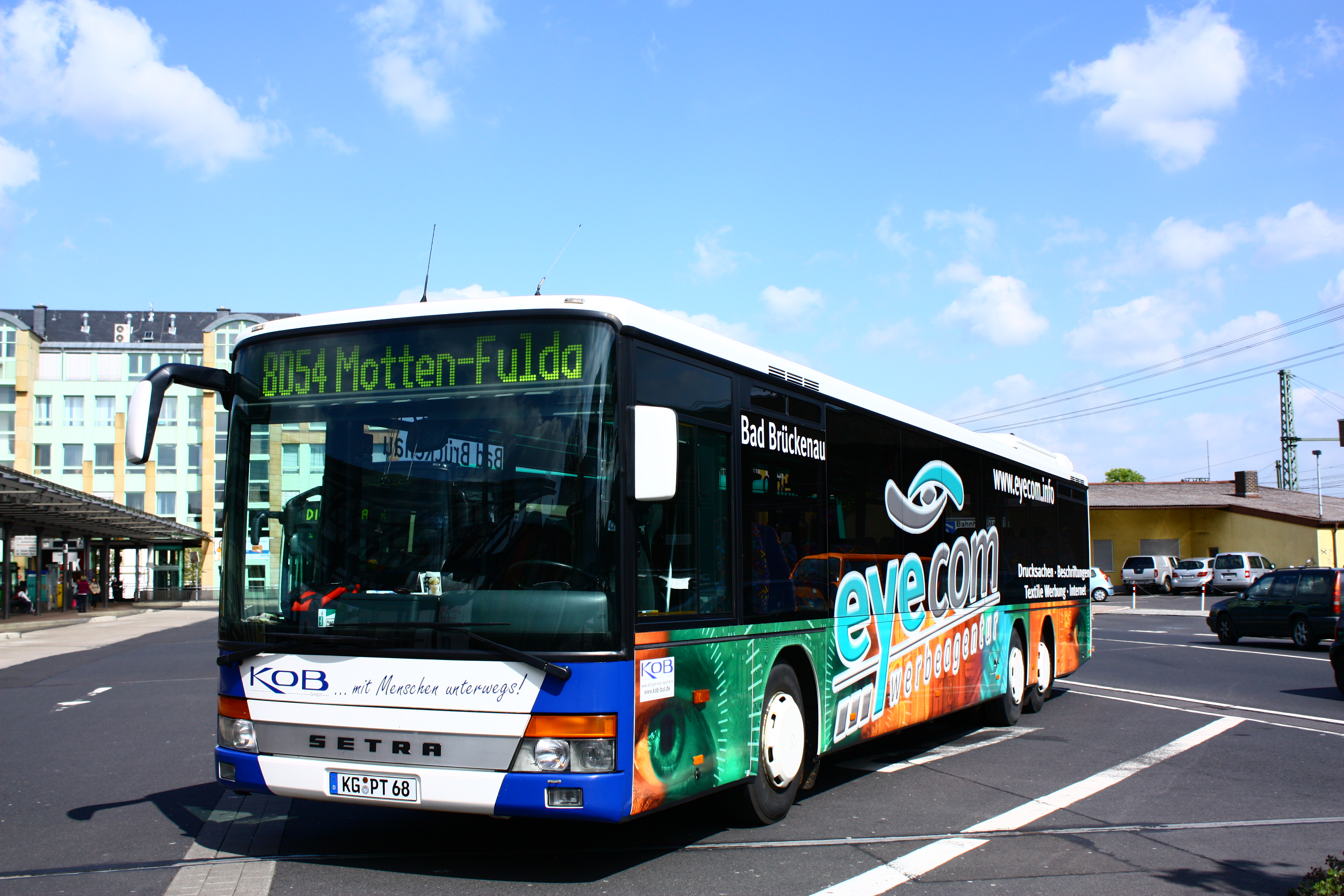
Ein Bus der Firma KOB-Bus am ZOB in Fulda

#### Öffentlicher Personennahverkehr
In Bad Kissingen wird der öffentliche Personennahverkehr von der KOB abgewickelt.
Der Kreisomnibusbetrieb (KOB) mit Sitz in Oberthulba (Landkreis Bad Kissingen) ist ein Tochterunternehmen der OVF und des Landkreises Bad Kissingen. Die KOB GmbH unterhält ein Hauptdepot in Oberthulba und zwei Busdepots in Bad Brückenau und Hammelburg. Der Fuhrpark des Unternehmens setzt sich aus 30 Überlandbussen, 7 Kombibussen, 3 Reisebussen sowie einem Kleinbus zusammen, welche auf insgesamt 13 Linien im Landkreis Bad Kissingen fahren.

#### Straße
Der Landkreis wird von der A 7, einer der wichtigsten Nord-Süd-Verbindungen Deutschlands, durchquert. Die Anschlussstellen sind Bad Brückenau-Volkers, Bad Brückenau/Wildflecken, Bad Kissingen/Oberthulba und Hammelburg. Eine weitere Autobahnverbindung ist die A 71 von Schweinfurt nach Erfurt. Sie führt auf einer Länge von rund 15 Kilometern durch den Landkreis.

#### Schiene
Die Bayerischen Staatseisenbahnen erbauten im Kreisgebiet im Jahre 1871 zuerst eine Bahn von Schweinfurt nach Bad Kissingen.
Münnerstadt wurde 1874 an das Netz angeschlossen, als die Hauptbahn nach Meiningen hinzukam, die in Ebenhausen abzweigt. Die eingleisige Strecke endete im Zuge der deutschen Teilung in Mellrichstadt (Landkreis Rhön-Grabfeld). Nach der Wiedervereinigung erfolgte der Lückenschluss und die Strecke wurde 1991 wieder für den durchgängigen Verkehr nach Thüringen geöffnet.
Die Bahnstrecke Gemünden–Bad Kissingen führte ab 1884 zunächst bis Hammelburg, erst 1924 wurde sie durch die Deutsche Reichsbahn bis Bad Kissingen vollendet. Die Kreishauptstadt selbst hatte aber schon seit 1871 einen Anschluss durch die Bahnstrecke Ebenhausen–Bad Kissingen.
Bad Brückenau erhielt 1891 in Jossa einen Anschluss an die Hauptbahn Fulda–Würzburg; diese Strecke wurde 1908 wegen des Truppenübungsplatzes bis Wildflecken verlängert.
Von der Hauptbahn Schweinfurt–Meiningen stellte man im Jahre 1900 in Rottershausen einen Abzweig nach Stadtlauringen her, der einige kleinere Gemeinden im Südosten des Kreises berührte.
Nach der Stilllegung des Personenverkehrs auf den Strecken
- 1959: Rottershausen–Stadtlauringen und
- 1988: Jossa–Bad Brückenau–Wildflecken

wird im Kreisgebiet noch ein Netz von 56 Kilometern mit den Haltepunkten Bad Kissingen, Diebach, Ebenhausen, Elfershausen-Trimberg, Euerdorf, Hammelburg, Hammelburg Ost, Morlesau, Münnerstadt, Oerlenbach, Rottershausen und Westheim-Langendorf bedient.
Die Deutsche Bahn bietet Direktzüge von Würzburg Hbf nach Bad Kissingen an, die Regionalbahn-Leistungen werden von Triebwagen der Erfurter Bahn bedient.

#### Luft
Im Landkreis gibt es keine bedeutenden Flughäfen. Die nächstgelegenen befinden sich in Frankfurt am Main, Nürnberg und Erfurt. Der zumindest regional bedeutsame Verkehrslandeplatz Haßfurt befindet sich ebenfalls nicht auf dem Landkreisgebiet. Allerdings gibt es mehrere Flugplätze für kleine Motor- und Segelflugzeuge.

## Gemeinden
(Einwohnerzahlen vom 31. Dezember 2024)
| Städte 1. Bad Brückenau (6470) 2. Bad Kissingen, Große Kreisstadt (23.223) 3. Hammelburg (10.694) 4. Münnerstadt (7577) Märkte 1. Bad Bocklet (4734) 2. Burkardroth (7361) 3. Elfershausen (2827) 4. Euerdorf (1484) 5. Geroda (796) 6. Maßbach (4348) 7. Oberthulba (4948) 8. Schondra (1613) 9. Sulzthal (850) 10. Wildflecken (2876) 11. Zeitlofs (2000) Weitere Gemeinden 1. Aura an der Saale (857) 2. Fuchsstadt (1881) 3. Motten (1718) 4. Nüdlingen (3861) 5. Oberleichtersbach (2056) 6. Oerlenbach (5051) 7. Ramsthal (1114) 8. Rannungen (1095) 9. Riedenberg (948) 10. Thundorf in Unterfranken (984) 11. Wartmannsroth (2123) | Gemeindefreie Gebiete (118,07 km², alle unbewohnt) 1. Dreistelzer Forst (0,85 km²) 2. Forst Detter-Süd (11,38 km²) 3. Geiersnest-Ost (19,63 km²) 4. Geiersnest-West (2,42 km²) 5. Kälberberg (2,35 km²) 6. Mottener Forst-Süd (5,05 km²) 7. Neuwirtshauser Forst (20,73 km²) 8. Omerz und Roter Berg (6,52 km²) 9. Römershager Forst-Nord (12,92 km²) 10. Römershager Forst-Ost (3,76 km²) 11. Roßbacher Forst (21,15 km²) 12. Waldfensterer Forst (11,31 km²) Verwaltungsgemeinschaften 1. Bad Brückenau (Märkte Geroda und Schondra, Gemeinden Oberleichtersbach und Riedenberg) 2. Elfershausen (Markt Elfershausen und Gemeinde Fuchsstadt) 3. Euerdorf (Märkte Euerdorf und Sulzthal, Gemeinden Aura a.d.Saale und Ramsthal) 4. Maßbach (Markt Maßbach und Gemeinden Rannungen und Thundorf i.UFr.) |  |

## Gemeinden des Altkreises Bad Kissingen vor der Gebietsreform 1972
Vor der Gebietsreform hatte der Landkreis Bad Kissingen 56 Gemeinden (siehe Liste unten). (Die Gemeinden, die es heute noch gibt, sind fett geschrieben):

Landkreis Bad Kissingen, Gemeindegrenzenkarte von 1961

| frühere Gemeinde         | heutige Gemeinde         | heutiger Landkreis      |
| ------------------------ | ------------------------ | ----------------------- |
| Albertshausen            | Bad Kissingen            | Landkreis Bad Kissingen |
| Althausen                | Münnerstadt              | Landkreis Bad Kissingen |
| Arnshausen               | Bad Kissingen            | Landkreis Bad Kissingen |
| Aschach                  | Bad Bocklet              | Landkreis Bad Kissingen |
| Bad Bocklet              | Bad Bocklet              | Landkreis Bad Kissingen |
| Brünn                    | Münnerstadt              | Landkreis Bad Kissingen |
| Burghausen               | Münnerstadt              | Landkreis Bad Kissingen |
| Burglauer                | Burglauer                | Landkreis Rhön-Grabfeld |
| Burkardroth              | Burkardroth              | Landkreis Bad Kissingen |
| Ebenhausen               | Oerlenbach               | Landkreis Bad Kissingen |
| Eltingshausen            | Oerlenbach               | Landkreis Bad Kissingen |
| Frauenroth               | Burkardroth              | Landkreis Bad Kissingen |
| Fridritt                 | Münnerstadt              | Landkreis Bad Kissingen |
| Garitz                   | Bad Kissingen            | Landkreis Bad Kissingen |
| Gefäll                   | Burkardroth              | Landkreis Bad Kissingen |
| Großenbrach              | Bad Bocklet              | Landkreis Bad Kissingen |
| Großwenkheim             | Münnerstadt              | Landkreis Bad Kissingen |
| Haard                    | Nüdlingen                | Landkreis Bad Kissingen |
| Hassenbach               | Oberthulba               | Landkreis Bad Kissingen |
| Hausen                   | Bad Kissingen            | Landkreis Bad Kissingen |
| Hohn                     | Bad Bocklet              | Landkreis Bad Kissingen |
| Katzenbach               | Burkardroth              | Landkreis Bad Kissingen |
| Kleinbrach               | Bad Kissingen            | Landkreis Bad Kissingen |
| Kleinwenkheim            | Münnerstadt              | Landkreis Bad Kissingen |
| Lauter                   | Burkardroth              | Landkreis Bad Kissingen |
| Maßbach                  | Maßbach                  | Landkreis Bad Kissingen |
| Münnerstadt              | Münnerstadt              | Landkreis Bad Kissingen |
| Nickersfelden            | Bad Bocklet              | Landkreis Bad Kissingen |
| Nüdlingen                | Nüdlingen                | Landkreis Bad Kissingen |
| Oehrberg                 | Burkardroth              | Landkreis Bad Kissingen |
| Oerlenbach               | Oerlenbach               | Landkreis Bad Kissingen |
| Poppenlauer              | Maßbach                  | Landkreis Bad Kissingen |
| Poppenroth               | Bad Kissingen            | Landkreis Bad Kissingen |
| Premich                  | Burkardroth              | Landkreis Bad Kissingen |
| Rannungen                | Rannungen                | Landkreis Bad Kissingen |
| Reichenbach              | Münnerstadt              | Landkreis Bad Kissingen |
| Reiterswiesen            | Bad Kissingen            | Landkreis Bad Kissingen |
| Roth an der Saale        | Bad Bocklet              | Landkreis Bad Kissingen |
| Rothhausen               | Thundorf in Unterfranken | Landkreis Bad Kissingen |
| Rottershausen            | Oerlenbach               | Landkreis Bad Kissingen |
| Schlimpfhof              | Oberthulba               | Landkreis Bad Kissingen |
| Seubrigshausen           | Münnerstadt              | Landkreis Bad Kissingen |
| Stangenroth              | Burkardroth              | Landkreis Bad Kissingen |
| Steinach                 | Bad Bocklet              | Landkreis Bad Kissingen |
| Strahlungen              | Strahlungen              | Landkreis Rhön-Grabfeld |
| Stralsbach               | Burkardroth              | Landkreis Bad Kissingen |
| Theinfeld                | Thundorf in Unterfranken | Landkreis Bad Kissingen |
| Thundorf in Unterfranken | Thundorf in Unterfranken | Landkreis Bad Kissingen |
| Volkershausen            | Maßbach                  | Landkreis Bad Kissingen |
| Waldfenster              | Burkardroth              | Landkreis Bad Kissingen |
| Weichtungen              | Maßbach                  | Landkreis Bad Kissingen |
| Wermerichshausen         | Münnerstadt              | Landkreis Bad Kissingen |
| Windheim                 | Münnerstadt              | Landkreis Bad Kissingen |
| Winkels                  | Bad Kissingen            | Landkreis Bad Kissingen |
| Wollbach                 | Burkardroth              | Landkreis Bad Kissingen |
| Zahlbach                 | Burkardroth              | Landkreis Bad Kissingen |

## Schutzgebiete

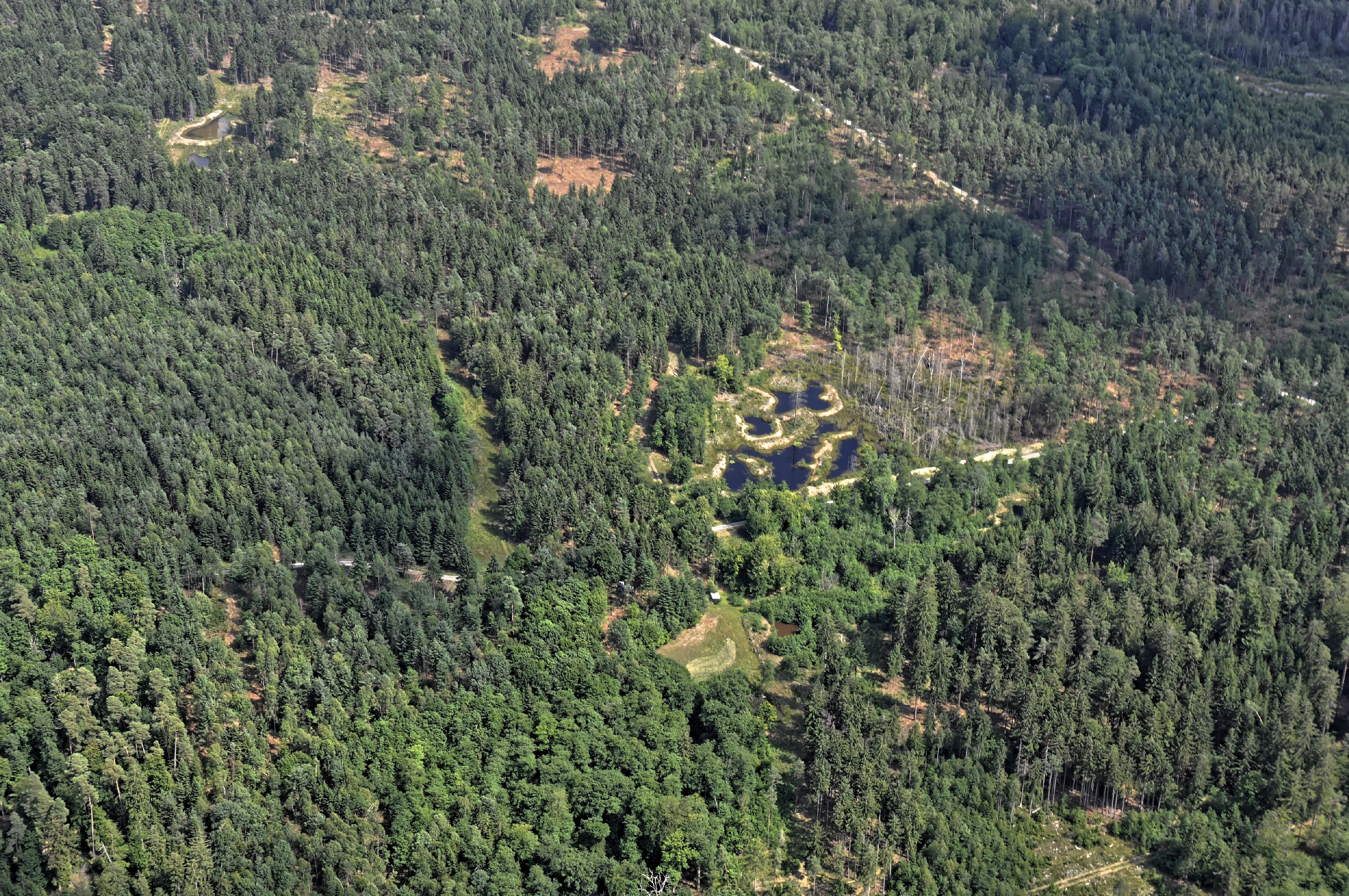
Das Feuerbachmoor

Im Landkreis gibt es 16 Naturschutzgebiete, zwei Landschaftsschutzgebiete, 17 FFH-Gebiete und 39 vom Bayerischen Landesamt für Umwelt ausgewiesene Geotope. (Stand August 2016)
Siehe auch:
- Liste der Naturschutzgebiete im Landkreis Bad Kissingen
- Liste der Landschaftsschutzgebiete im Landkreis Bad Kissingen
- Liste der FFH-Gebiete im Landkreis Bad Kissingen
- Liste der Geotope im Landkreis Bad Kissingen

## Kfz-Kennzeichen
Am 1. Juli 1956 wurde dem Landkreis bei der Einführung der bis heute gültigen Kfz-Kennzeichen das Unterscheidungszeichen KG zugewiesen. Es wird durchgängig bis heute ausgegeben.
Bis in die 1990er Jahre erhielten Fahrzeuge aus den Altkreisen besondere Erkennungsnummern:
| Gebiet                 | Buchstaben | Zahlen      |
| ---------------------- | ---------- | ----------- |
| Altkreis Bad Kissingen | A bis P, Z | 1 bis 999   |
| Altkreis Bad Kissingen | AA bis MZ  | 1 bis 99    |
| Altkreis Bad Kissingen | ZA bis ZZ  | 1 bis 99    |
| Altkreis Bad Kissingen | AA bis AZ  | 100 bis 999 |
| Altkreis Bad Brückenau | R bis T, X | 1 bis 999   |
| Altkreis Bad Brückenau | NA bis NZ  | 1 bis 99    |
| Altkreis Bad Brückenau | RA bis TZ  | 1 bis 99    |
| Altkreis Bad Brückenau | XA bis XZ  | 1 bis 99    |
| Altkreis Bad Brückenau | NA bis NZ  | 100 bis 999 |
| Altkreis Hammelburg    | U bis W, Y | 1 bis 999   |
| Altkreis Hammelburg    | PA bis PZ  | 1 bis 99    |
| Altkreis Hammelburg    | UA bis WZ  | 1 bis 99    |
| Altkreis Hammelburg    | YA bis YZ  | 1 bis 99    |
| Altkreis Hammelburg    | PA bis PZ  | 100 bis 999 |

Seit dem 10. Juli 2013 sind auch die Unterscheidungszeichen BRK (Bad Brückenau) und HAB (Hammelburg) erhältlich.